# Złaków Borowy
Złaków Borowy (prononciation [ˈzwakuf bɔˈrɔvɨ]) est un village de la gmina de Zduny, du powiat de Łowicz, dans la voïvodie de Łódź, situé dans le centre de la Pologne.

## Description
Il se situe à environ 9 kilomètres au nord de Zduny (siège de la gmina), 17 kilomètres au nord-ouest de Łowicz (siège du powiat) et 55 kilomètres au nord-est de Łódź (capitale de la voïvodie).
Sa population s'élève approximativement à 548 habitants.

## Administration
De 1975 à 1998, le village était attaché administrativement à l'ancienne voïvodie de Skierniewice.

Depuis 1999, il fait partie de la nouvelle voïvodie de Łódź.